# South Koochiching (Minnesota)
South Koochiching es un territorio no organizado ubicado en el condado de Koochiching en el estado estadounidense de Minnesota. En el Censo de 2010 tenía una población de 189 habitantes y una densidad poblacional de 0,09 personas por km².

## Geografía
South Koochiching se encuentra ubicado en las coordenadas 48°1′46″N 93°38′36″O / 48.02944, -93.64333. Según la Oficina del Censo de los Estados Unidos, South Koochiching tiene una superficie total de 2189.69 km², de la cual 2186.57 km² corresponden a tierra firme y (0.14%) 3.11 km² es agua.

## Demografía
Según el censo de 2010, había 189 personas residiendo en South Koochiching. La densidad de población era de 0,09 hab./km². De los 189 habitantes, South Koochiching estaba compuesto por el 95.24% blancos, el 0% eran afroamericanos, el 3.7% eran amerindios, el 0.53% eran asiáticos, el 0% eran isleños del Pacífico, el 0% eran de otras razas y el 0.53% pertenecían a dos o más razas. Del total de la población el 0% eran hispanos o latinos de cualquier raza.